# 황해제철련합기업소
황해제철련합기업소(黃海製鐵聯合企業所)는 조선민주주의인민공화국 황해북도 송림시에 있는 제철소이다. 공장의 부지면적은 330만m2(약 100만 평)이다. 황해제철련합기업소는 김책제철련합기업소(함경북도 청진시), 성진제강련합기업소(함경북도 김책시) 그리고 천리마제강련합기업소(평안남도 남포시)와 함께 북한의 4대 철강기업소로 꼽힌다.

## 역사
생산 품목은 선철, 제강, 압연강재, 레일 등 20여종 및 내화물, 비료, 콘크리트관, 솜 등이 있으며, 생산 능력은 90년대 말 기준 선철 110여만톤, 제강 110여만톤, 압연강재 60만톤으로 추정된다.
북한에서는 설비의 자동화 및 원격조종화가 실현되어 있는 공장으로 외국 대표단 평양 방문시 견학코스로 활용되어 왔다.
주요 설비로는 제철분야에 중대형 용광로 1 - 2호기, 소형 용광로 4 - 8호, 회전로 2기가 있으며 제강 분야에는 1 - 6호평로와 1 - 2호 전로 그리고 전기로 1기를 보유하고 있다.

## 개요
황해제철련합기업소는 규모로 볼 때, 김책제철연합기업소에 이은 북한 제2 제철소인데 철광산과 발전소, 항구 등이 인접해 있어서 최적의 입지를 가지고 있으며 철광석 원료는 주로 송림광산, 은률광산, 재령광산, 덕현광산, 태탄광산 등으로부터 공급받아 왔으나 2000년대이후 주체철 생산 등을 추진하면서 연 - 원료를 재령광산, 문무리광산, 청계광산, 령대탄광, 2.8직동청년탄광 등에서 공급받고 있다.
북한이 1973년 황해제철련합기업소를 자동화 생산 단위로 선정하여 21개 직장, 103개 대상에 대한 자동화를 추진하였다고 하나 그 정도는 낮은 것으로 평가된다.
1980년대 들어서면서 조강 직장 개건 확장, 연속주조기 건설, 그리고 90년대초에는 강관 연속 주조기도 건설하여 현재의 철강재 생산규모를 갖추었다.
이와 함께 솜 보온공장을 조업하고, 콘크리트관 생산 공정을 구비, 콘크리트관도 생산하기 시작하였다.
이 기업소에서는 1990년대초부터 경제난으로 연료난이 심화되면서 이를 해결하기 위한 자구책으로 자체 무연탄을 이용하는 제철법에 다시 관심을 돌리게 되었으며 주체철 생산 기지 건설 사업을 추진하다 소위 고난의 행군이 시작되면서 여러 가지 사정으로 중단되었다한다.

## 개건 현대화 과정
황해제철련합기업소에서 1990년대 초부터 경제난으로 연료난과 원료난이 심화되면서 북한은 이를 해결하기 위한 자구책으로 자체 무연탄을 이용하는 제철법에 다시 관심을 돌리게 되었으며 우리식 철 생산기지’ 건설사업을 추진하다 소위 고난의 행군이 시작되면서 여러 가지 사정으로 중단되었다.
산소열법에 의한 제철 기술이라는 이름으로 다시 추진되어 1998년 4월 이 공법을 완성하고 1999년 김정일의 생일에 맞춰 산소열법 용광로 조업식을 개최하였다.
3년 여의 기간에 걸쳐 완성했다고 하면서 연간 생산 목표를 18만 톤이라고 밝혔으며 이에 앞서 무연탄과 갈탄을 섞어 만드는 산화알탄직장을 전년도 중반에 신설하였으며 2005년까지 산소열법 용광로 가동 소식은 지속 보도되었다.
2006년 들어서면서 산소열법에 의한 용광로 생산준비를 다그친다고 하면서 중형용광로직장의 7호 용광로 개건 현대화와 산화배소구단광공정 도입, 열풍로 개조사업에 착수하게 된다.
이때부터는 산소열법이라는 용어 대신 주체철 생산공정이라는 용어를 주로 사용하였으며 2008년에는 새로운 주체철 생산공정을 건설하고 부분별 시운전을 진행하였으며 100t 초고전력전기로에 주체철을 넉넉히 대줄 수 있는 토대가 마련되었다고 하였다.
하지만 결국 산소열법용광로의 가동이 전면 중지되자 결국 어쩔 수 없이 문제점을 가지고 가동이 중지되자 김정일이 2010년 현지지도를 가서 결국 문제점을 보고가 올라오자 결국 투자를 하며 어떠하든 복구를 완료하라고 명령을 내렸다.
이때 황해제철련합기업소 노동자들은 이때 문제점이 액체 산소분리기의 용적이 안맞는다는 것을 깨닫고 결국 용적이 맞는 15,000m2 산소분리기를 보고를 올리자 김정일은 즉시 락원기계련합기업소에 주문을 하고 즉시 황해제철련합기업소에 공급하라고 명령을 내려 산소분리기를 즉시 황해제철련합기업소로 보냈다.
그리고 산소분리기를 용적에 맞게 다시 재설계를 하고 즉시 건설에 착수하여 2015년 12월 31일 황해제철련합기업소 산소열법용광로가 즉시 가동이 되었으며 2016년1월 1일 용선이 출선이 되어 품질이 좋은 용선이 나왔다.
그리하여 박봉주 총리가 현지지도를 오고 김정은의 명령으로 치하를 하며 좋아하였다고 밝혔으며 많은 투자를 아끼지 않겠다고 밝혔으며 특히 이것을 바탕으로 순천화학련합기업소와 김책제철련합기업소에도 많은 보완을 거쳐서 만들어 지금도 잘써먹고 있다.

## 평가

### 제철 공업의 국산화
조선민주주의인민공화국은 고철의 부족함으로 인하여 결국 주체철을 통한 제강 과정을 추진하고 있어서 청진제강소의 입철 방식의 구단광을 통하여 제강을 하고 있다.
하지만 결국 이물질이 회전로에 겹침으로써 결국 개건 현대화를 계속 해야 하는 단점이 존재하여 결국 성진제강련합기업소와 김책제철련합기업소 그리고 황해제철련합기업소 방식으로 추진을 하게 되었다.
이때 성진제강련합기업소가 2009년 코렉스 공법의 회전로 제철 방식을 성공시켜서 성진제강련합기업소와 보산제철소에 6기의 회전로 제철 방식을 토입하여 72만 톤 규모의 코렉스 회전로 제철 방식으로 용선을 출선하고 있다.
역시 황해제철련합기업소도 1999년에 성공을 하였지만 결국 2015년까지 가동이 중지가 되어 결국 김정일이 현지지도를 왔을 때 문제점을 보고를 올린 뒤 투자를 하여 결국 문제점을 2016년에 해결하고 2016년 1월 1일 출선에 성공하여 결국 이 방법을 순천화학련합기업소와 김책제철련합기업소에 보완을 하여 순천에는 18만 톤의 연산 단위를 김책에는 30만 톤의 연산 단위를 제작하여 결국 66만 톤의 산소열법 용광로를 출선하며 제철을 하고 있다.
국산화가 된 제철 방식으로 생산한 강재는 우선적으로 군수공업이나 건설 현장으로 우선 공급하고 나머지 부족분은 중국이나 러시아로부터 들여온 고철을 들여와 제강과정으로 거친 강재로 개건 현대화를 하고 있다.
이것으로 거친 제강 과정은 대부분 자체 자금으로 고철을 사서 황해제철련합기업소나 김책제철련합기업소 혹은 성진제강련합기업소에 위탁하여 생산을 맡기는 형식으로 하고 있다.